# Televisa
Televisa este cea mai mare televiziune din spațiul vorbitorilor de limbă spaniolă, fiind unul dintre cei mai importanți jucători pe piața mondială a divertismentului. Grupul Televisa a fost fondat în 1955 sub denumirea de Telesistema Mexicano.